# Puente de Piedra
Puente de Piedra è un distretto della Costa Rica facente parte del cantone di Grecia, nella provincia di Alajuela.